# رصدخانه کالج هاروارد
رصدخانه کالج هاروارد (به انگلیسی: (Harvard College Observatory (HCO) بنیادی است که سرپرستی مجتمع ساختمان‌ها و کارابزارهائی را که در این بناها؛ برای بررسی‌های اخترشناسی، در دانشکدهُ اخترشناسی دانشگاه هاروارد بکار گرفته می‌شود عهده‌دار است. این بنیاد در شهر کمبریج در ایالت ماساچوست در شمال شرقی ایالات متحدهُ آمریکا است.
در سال ۱۸۳۹ میلادی رصدخانه کالج هاروارد به نام بخشی از مرکز اخترفیزیک هاروارد-اسمیتسونین (به انگلیسی: (Harvard-Smithsonian Center for Astrophysics) بنا شد.

## صد سال تاریخ دگرگونی آسمان‌ها
رصدخانه کالج هاروارد حدود ۵۰۰٬۰۰۰ کلیشهُ اصلی نگاره‌های اخترشاسی را که در سال‌های ۱۸۸۰ تا ۱۹۸۹ میلادی (منهای سال‌های ۱۹۵۳ تا ۱۹۶۸ میلادی) که از صورت‌های فلکی و دیگر پهنه‌ها و جرم‌های آسمانی گرفته شده نگهداری می‌کند.
این پوشش صد ساله از دگرگونی‌های اختری گنجینهُ بسیار ارزشمندی در اخترشناسی است.
رصدخانه کالج هاروارد از دیدگاه تاریخی برای اخترشناسان به خاطر پرورش کسانی چون آنی جامپ کانن (به انگلیسی:Annie Jump Cannon)
هنریتا سوان لیویت (به انگلیسی: Henrietta Swan Leavitt) سیسیلیا پین گیپچکن (به انگلیسی:Cecilia Payne-Gaposchkin) در پیشبرد روش نوین رده‌بندی ستارگان از جایگاه ویژه‌ای برخوردار است.

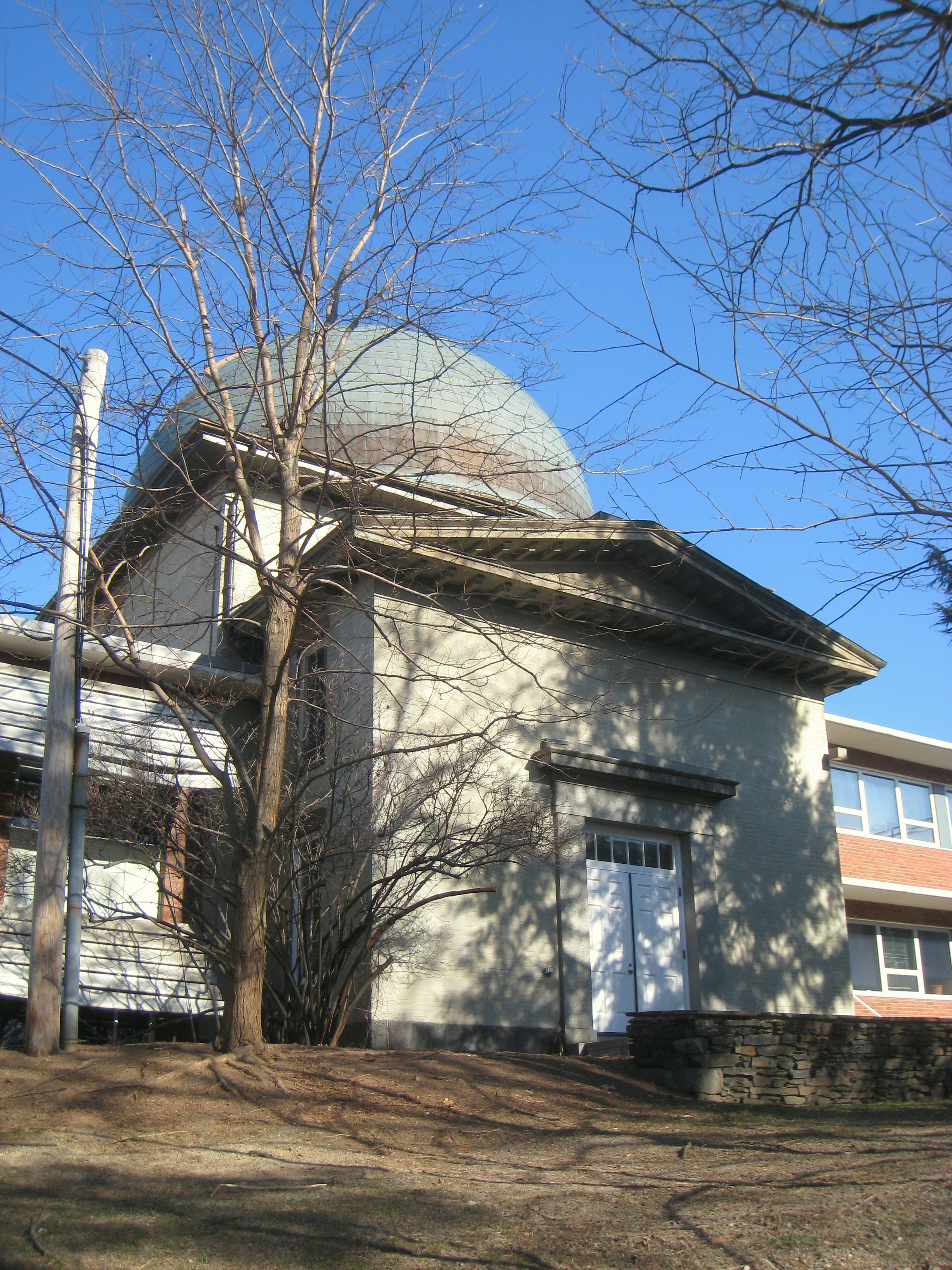
برج سیرز - رصدخانه کالج هاروارد

## بازبینی و انتشار کاتالوگ ستارگان درخشان
در سال ۱۹۰۸ رصدخانه کالج هاروارد مجموعهُ معروف و معتبر کاتالوگ ستارگان درخشان را بازبینی و سپس بنام بازبینی شدهُ کاتالوگ نورسنجی هاروارد (به انگلیسی: (Harvard Revised Photometry Catalogue) منتشر کرد ولی این کاتالوگ همیشه به همان نام کاتالوگ ستارگان درخشان شناخته می‌شود و امروز به همان نام در رصدخانهُ دانشگاه ییل (به انگلیسی: (Yale University Observatory) نگهداری می‌شود.